# D-petlja
U molekularnoj biologiji, D-petlja (engl. displacement loop) je DNK struktura u kojoj su dva lanca dvolančanog DNK molekula razdvojena na jednom delu trećim lancom DNK. Treći lanac ima baznu sekvencu koja je komplementarna sa jednom od dva glavna lanca i koja uparena je sa njim, te istiskuje drugi lanac na tom segmentu. Molekul poprima strukturu trolančane DNK u D-petlji.
Jedna alternativna upotreba termina D-petlja je za RNK petlju koja se formira na kraju D ruke tRNK molekula.
D-petlja se javlja u brojnim situacijama, kao što su popravka DNK, telomeri, i polustablne strukture u mitohondrijskim kružnim DNK molekulima.